# Myrowe (Nikopol)
Myrowe (ukrainisch Мирове; russisch Мировое Mirowoje) ist eine Siedlung im Süden der ukrainischen Oblast Dnipropetrowsk mit etwa 900 Einwohnern.
Die Ansiedlung entstand in der ersten Hälfte des 18. Jahrhunderts, war bis 1921 ein Teil von Tomakiwka und liegt an der ukrainischen Nationalstraße N 23, 34 Kilometer nordöstlich der Rajonshauptstadt Nikopol und 80 Kilometer südlich der Oblasthauptstadt Dnipro, die ehemalige Rajonshauptstadt Tomakiwka befindet sich 4 Kilometer nördlich.

## Verwaltungsgliederung
Am 4. November 2015 wurde die Siedlung zum Zentrum der neugegründeten Landgemeinde Myrowe (Мирівська сільська громада/Myriwska silska hromada). Zu dieser zählten auch die 3 Dörfer Nastassiwka, Topyla und Wessela Fedoriwka sowie die Ansiedlungen Majak, Prohres und Sorja, bis dahin bildete sie zusammen mit den Dörfern Nastassiwka, Topyla und Wessela Fedoriwka die gleichnamige Landratsgemeinde Myrowe (Мирівська сільська рада/Myriwska silska rada) im Zentrum des Rajons Tomakiwka.
Am 17. Mai 2017 kamen noch die 7 in der untenstehenden Tabelle aufgelisteten Dörfer zum Gemeindegebiet.
Am 17. Juli 2020 kam es im Zuge einer großen Rajonsreform zum Anschluss des Rajonsgebietes an den Rajon Nikopol.
Folgende Orte sind neben dem Hauptort Myrowe Teil der Gemeinde:
| Name                     | Name             | Name                                      |
| ukrainisch transkribiert | ukrainisch       | russisch                                  |
| ------------------------ | ---------------- | ----------------------------------------- |
| Dolynske                 | Долинське        | Долинское (Dolinskoje)                    |
| Hluche                   | Глухе            | Глухое (Gluchoje)                         |
| Majak                    | Маяк             | Маяк                                      |
| Nastassiwka              | Настасівка       | Настасовка (Nastassowka)                  |
| Nowopawliwka             | Новопавлівка     | Новопавловка (Nowopawlowka)               |
| Nowyj Myr                | Новий Мир        | Новый Мир (Nowy Mir)                      |
| Prohres                  | Прогрес          | Прогресс (Progress)                       |
| Schmeryne                | Жмерине          | Жмерино (Schmerino)                       |
| Sorja                    | Зоря             | Заря (Sarja)                              |
| Strjukiwka               | Стрюківка        | Стрюковка (Strjukowka)                    |
| Topyla                   | Топила           | Топила (Topila)                           |
| Wessela Fedoriwka        | Весела Федорівка | Весёлая Фёдоровка (Wessjolaja Fjodorowka) |
| Wywodowe                 | Виводове         | Выводово (Wywodowo)                       |
| Wyschtschetarassiwka     | Вищетарасівка    | Высшетарасовка (Wysschetarassowka)        |